# Лобанов, Евгений Иванович
Евге́ний Ива́нович Лоба́нов (11 ноября 1918, Москва — 11 марта 1942, Крым, Крымская АССР) — советский военнослужащий, лётчик штурмовой авиации ВВС ВМФ во время Великой Отечественной войны, Герой Советского Союза (14.06.1942, посмертно). Старший лейтенант (13.01.1942).

## Биография
Родился 11 ноября 1918 года в Москве. После окончания семи классов школы и школы фабрично-заводского ученичества работал сначала электромонтажником на Московском автомобильном заводе, затем на строительстве Московского метрополитена. Активно занимался спортом, был мастером спорта по плаванию и водному поло (выступал в московской команде «Торпедо»). С марта 1936 года учился в Николаевской школе морских лётчиков при Главсевморпути СССР, окончил её в ноябре 1938 года.
В ноябре 1938 года был призван на службу в Рабоче-крестьянский Красный Флот. В 1939 году окончил Военно-морское авиационное училище имени С. Леваневского в Николаеве. С мая 1939 года проходил службу в 58-й отдельной авиационной эскадрилье ВВС Балтийского флота, будучи младшим лётчиком и старшим лётчиком. В её составе участвовал в боях советско-финской войны, освоив самолёты МБР-2, КОР-1 и СБ. С июня 1940 года служил младшим лётчиком и пилотом в 15-м разведывательном авиационном полку ВВС Балтийского флота.
С июня 1941 года — на фронтах Великой Отечественной войны. Вступил в войну в рядах того же полка и до августа 1941 года воевал на Балтике (о количестве боевых вылетов и нанесённом врагу уроне в них за этот период информация не обнаружена). Затем направлен в Военно-морское авиационное училище им. И. В. Сталина, где прошёл ускоренный курс переобучения на штурмовик Ил-2. С ноября 1941 года сражался пилотом в 18-м штурмовом авиационном полку ВВС Черноморского флота, который оборонял Севастополь, находясь в осаждённом городе.
С ноября 1941 года до дня своей гибели в бою старший лейтенант Евгений Лобанов совершил под Севастополем 89 боевых вылетов, в том числе 67 на штурмовку скоплений боевой техники и живой силы противника. Нанёс противнику большие потери, уничтожив в составе группы до 24 танков и бронемашин, 19 автомашин, 6 полевых орудий, 1 миномётную батарею и 9 отдельных миномётов, свыше 75 конных повозок и другое вооружение. Когда в боевом штурмовом вылете 11 марта 1942 года самолёт ведущего группы капитана Талалаева был подбит и посадил самолёт «на брюхо» на нейтральной полосе, Лобанов, пытаясь дать экипажу командира возможность уйти к своим, зашёл в атаку на немецкие позиции и был подбит, после чего направил свой горящий самолёт на батарею зенитных орудий противника. Похоронен в братской могиле на воинском кладбище посёлка Дергачи в черте Севастополя.
Указом Президиума Верховного Совета СССР «О присвоении звания Героя Советского Союза начальствующему составу Военно-морского флота» от 14 июня 1942 года за «образцовое выполнение боевых заданий командования на фронте борьбы с немецкими захватчиками и проявленные при этом отвагу и геройство» старшему лейтенанту Евгению Ивановичу Лобанову посмертно было присвоено звание Героя Советского Союза.
Также был награждён орденами Ленина (14.06.1942, посмертно) и Красного Знамени (6.03.1942).

## Память
- В честь Е. И. Лобанова переименовано село Богемка Джанкойского района Крыма. В селе установлен памятник Герою[4].
- Его именем названы улицы в Москве (1966)[5] и Севастополе, речной теплоход, плавательный бассейн в Севастополе[2] и плавательный бассейн ДСО «Труд» в Москве на Автозаводской улице[6].